# Style Cube
株式會社Style Cube（日语：株式会社スタイルキューブ）是日本的經紀公司、聲優事務所、影像製作公司。

## 簡介
1999年以有限公司Studio Cube之名設立，由（野口隆行）擔任社長，事業內容有設計、音樂、遊戲、插畫及培育聲優等。
2007年7月設立株式會社Up-Front Style（現Up-Front Trend），隸屬Up-Front Group旗下，同樣由野口擔任社長。除了培育聲優，亦在2008年5月發起「HAPPY! STYLE」企劃。
2011年7月，野口與Up-Front Style的主要員工退出公司。同年7月13日，有限公司Studio Cube變更商號為株式會社Style Cube，並將大部分藝人自Up-Front Style移轉至新公司。
2013年4月開設養成所「Style Academy」。

## 旗下藝人

### 女性
- 能登有沙（前Hello! Pro EGG成員，現StylipS成員）
- 伊藤美來（Pyxis及StylipS成員）
- 豐田萌繪（Pyxis及StylipS成員）
- 石原夏織（唯夏織成員及前StylipS成員）[a]
- 安田奈緒子（日语：安田奈緒子）
- 神梛芽依（神梛めい）
- 高橋菜菜美
- 木村優（日语：木村優）（事業合作）
- Machico

### 男性
- 弦德（日语：福井宣博）
- 伊智生士冶（日语：伊智生士冶）
- 五十嵐勝平
- 伊東隼人（日语：伊東隼人）
- 奧山敬人（日语：奥山敬人）
- 筆村榮心
- ONDY（事業合作）

### Style Cube研修生
- 岩本鈴花
- 豐永實紀

### 創作人
- 野本憲一（原型師、模型師）

## 過去所屬藝人
- 平田梨亞（日语：平田梨亜）
- 岩嶋雅奈未（前SI☆NA成員，自Up-Front關西（日语：アップフロント関西）轉入，於2012年6月轉屬其他事務所並改以歌手為職，翌年宣佈結束歌手活動）
- 小倉唯（唯夏織成員及前StylipS成員，於2013年9月16日宣佈退出[4]，其間曾隸屬Sigma Seven e與Sigma Seven，後於2016年1月1日轉屬CLARE VOICE[6]）
- 工藤真由（日语：工藤真由）（自Rainbow Entertainment（日语：レインボーエンタテインメント）轉入，於2013年9月21日宣佈成為自由身）
- 三澤紗千香（於2015年2月8日退出[7]，同年2月10日轉屬SPACE CRAFT[8]）
- 寺門仁美
- 松永真穗（水面下之空成員及前StylipS成員，於2016年5月20日退出並結束聲優活動[9]）
- 田邊留依（2017年5月1日退所轉屬Stay Luck）[10]

## 相關項目
- HAPPY! STYLE
- Arista!TV（日语：アリスタ!TV）

## 外部連結
- Style Cube官方網站（页面存档备份，存于）（日語）
- Style Academy官方網站（页面存档备份，存于）（日語）